# Gabriel-Horia Nasra
Gabriel-Horia Nasra (n. 23 august 1984, Brad, Hunedoara, România) este un om politic român, de profesie istoric și antropolog, ales în funcția de deputat în 2016, în județul Cluj, din partea PSD.

## Origine și educație
Gabriel-Horia Nasra a copilărit în municipiul Brad, Hunedoara, unde a efectuat primele clase primare.  
Absolvent al Liceului Teoretic Eugen Lovinescu din București în 2003, apoi al Facultății de Istorie din cadrul Universității București în 2007. În același an s-a mutat în Cluj-Napoca, unde a absolvit masterul „Antropologie, socio-antropologie, filosofie, istorie modernă, istorie contemporană” din cadrul Facultății de Istorie și Filosofie - Universitatea „Babeș Bolyai” Cluj-Napoca. 
În anul 2008 a intrat în Partidul Social Democrat în campania poetului Adrian Păunescu care candida la Senat. 
Din iunie 2012 până în iunie 2016 a fost purtător de cuvânt al PSD Cluj. Ulterior, din iulie 2017 în octombrie 2021 a fost președintele PSD Cluj.